# Клаймакс (Миннесота)
Клаймакс (англ. Climax) — город в округе Полк, штат Миннесота, США. На площади 3 км² (3 км² — суша, водоёмов нет), согласно переписи 2002 года, проживают 243 человека. Плотность населения составляет 81,9 чел./км².
- Телефонный код города — 218
- Почтовый индекс — 56523
- FIPS-код города — 27-11962[1]
- GNIS-идентификатор — 0655757[2]